# Krzysztof Walczak (Politiker)

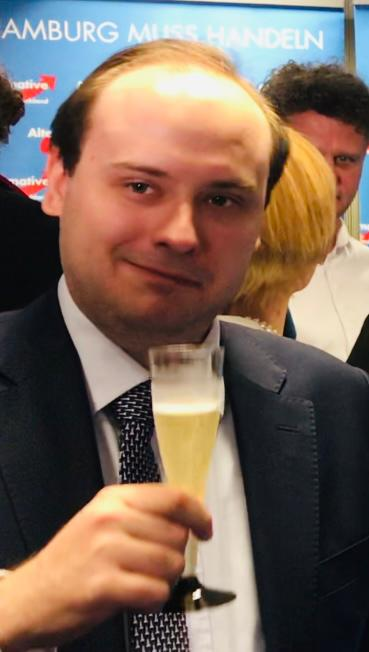
Krzysztof Walczak am 23. Februar 2020 auf der AfD-Wahlparty bei der Bekanntgabe des vorl. Endergebnisses zur 22. Hamburgischen Bürgerschaft.

Krzysztof Rafat Walczak (* 9. September 1994 in Toruń, Polen) ist ein rechtsextremer polnisch-deutscher Politiker der Alternative für Deutschland (AfD) und seit 2020 Abgeordneter der Hamburgischen Bürgerschaft sowie parlamentarischer Geschäftsführer der AfD-Fraktion. Walczak war langjähriger stellvertretender Vorsitzender der vom Bundesamt für Verfassungsschutz als rechtsextremistisch eingestuften Jugendorganisation Junge Alternative für Deutschland (JA) sowie Vorsitzender der Jungen Alternative Hamburg.

## Herkunft und Ausbildung
Krzysztof Walczak ist der Sohn eines Lastwagenfahrers und lebt seit seinem Geburtsjahr in Deutschland. Nach dem Abitur im Jahre 2013 am Gymnasium Corvinianum im niedersächsischen Northeim zog er nach Lübeck, dann nach Hamburg. Walczak studiert Rechtswissenschaft an der Bucerius Law School in Hamburg und an der Bar-Ilan-Universität im Bezirk Tel Aviv, Israel. 2019 wurde ihm der akademische Grad Bachelor of Laws (LL.B.) verliehen.

## Politik
Walczak gehörte diversen Führungsgremien der rechtspopulistischen und rechtsextremen Partei Alternative für Deutschland und deren Jugendorganisation Junge Alternative für Deutschland an. Seit 2016 ist Walczak Mitglied des Landesvorstandes der AfD Hamburg, zunächst als Schriftführer, seit 2020 als stellvertretender Landesvorsitzender. Der rechtsextremistischen Jugendorganisation Junge Alternative (JA) gehörte er mehrere Jahre als stellvertretender Bundesvorsitzender an. Als Vorsitzender der Jungen Alternative Hamburg trat Walczak im Februar 2019 aus der Jugendorganisation aus. Zur Bundestagswahl 2017 trat Walczak erfolglos auf Platz 5 der Hamburger AfD-Liste an. Im Jahr 2019 bewarb sich Walczak für einen AfD-Listenplatz für das EU-Parlament, wurde aber erneut nicht gewählt. Bei der Bürgerschaftswahl in Hamburg 2020 wurde Walczak über die Liste der AfD Hamburg in die Hamburgische Bürgerschaft gewählt. Er bekleidet in der Fraktion das Amt des Parlamentarischen Geschäftsführers und sitzt in den Fachausschüssen für Wirtschaft und Innovation, für die Zusammenarbeit der Länder Hamburg und Schleswig-Holstein und für Europapolitik. Neben seinen Funktionen als parlamentarischer Geschäftsführer ist Walczak gleichzeitig als wissenschaftlicher Mitarbeiter im Deutschen Bundestag beim Abgeordneten Markus Frohnmaier sowie als Assistent für Rechtsfragen beim Abgeordneten Sven Tritschler im Landtag von Nordrhein-Westfalen beschäftigt.

## Positionen und Kontroversen

### Verdrängung gemäßigter Mitglieder aus der Jungen Alternative
Als stellvertretender Bundesvorsitzender der Jungen Alternative war Walczak in der ersten Hälfte des Jahres 2015 stark in die innerparteilichen Macht- und Richtungskämpfe der damals noch jungen Mutterpartei und ihrer Jugendorganisation involviert. Hierbei positionierte sich Walczak gegen die Anhänger des damaligen Bundessprechers der AfD Bernd Lucke und seine gemäßigten „Weckruf“-Anhänger, die bis dahin die Jugendorganisation prägten. Das „Hamburger Bündnis gegen rechts“ berichtet, Walczak habe in einer geheimen Facebookgruppe maßgeblich die Absetzung des damaligen gemäßigten Bundesvorsitzenden der JA, Philipp Meyer, vorangetrieben. Im Mai 2015 enthob der Bundeskonvent den gemäßigten JA-Bundesvorsitzenden Philipp Meyer des Amtes, wie dessen Stellvertreter Walczak im Auftrag des Konvents den Mitgliedern in einem Newsletter mitteilte. Als Grund nannte Walczak Meyers öffentliche Äußerungen, in denen er „erkennbar gegen den Willen des übrigen Bundesvorstands“ gehandelt habe. Gemeint waren unter anderem mehrere Interviews, in denen Meyer das Amtsenthebungsverfahren gegen den thüringischen AfD-Landesvorsitzenden und Rechtsextremisten Björn Höcke gutgeheißen hatte. Höcke stand bereits 2015 wegen relativierender Äußerungen zur NPD kurz vor der Bürgerschaftswahl in Bremen in der Kritik.

### Kritik an multikultureller Gesellschaft
Wie das Hamburger Abendblatt berichtet, vertrat Walczak bereits im Jahr 2016 migrationskritische Positionen. Den Abendblatt-Repoertern sagte Walczak: „Ich habe ein sehr großes Problem mit einer multi-kulturellen Gesellschaft. Aber ich habe kein Problem mit einer multi-ethnischen Gesellschaft. Wie die definiert wird, ist offen – über Kirchgang und Essen von Schweinefleisch dürfte es kaum funktionieren. Vielleicht über das Singen der Nationalhymne.“ Das Abendblatt zitierte in diesem Zusammenhang den Politikwissenschaftler Kai-Uwe Schnapp, der Walczaks Ideen mit der Identitären Bewegung in Verbindung brachte, der es als Reaktion auf das Buch von Thilo Sarrazin „nicht mehr in erster Linie um eine ethnische, wohl aber um eine kulturelle Homogenität“ gehe.
Inhaltlich trat Walczak in seiner JA-Zeit unter anderem für ein Abtreibungsrecht nach polnischen Maßstäben, also ein faktisches Abtreibungsverbot, sowie für den Kampf für „Hochkultur“ und „Nationalstolz“ gegen „Multi-Kulti-Mischmasch“ ein. Sexuelle Vielfalt bezeichnete Walczak als einen „Kampfbegriff der Linken“.

### Äußerungen über Geflüchtete
Walczaks erklärte am 16. September 2020 in der Hamburgischen Bürgerschaft während einer von seiner Fraktion angemeldeten Debatte zum Thema „Moria – Altparteien setzen falsches Signal für Migranten und Schleuser!“ kurzerhand die „Streichholzschachtel zum neuen Einreisevisum“. Zuvor war bekannt geworden, dass einzelne Migranten das Flüchtlingscamp in Brand gesetzt hatten, um die Weltöffentlichkeit auf ihre humanitäre Notlage hinzuweisen. Walczaks Äußerungen lösten einen Sturm der Entrüstung aus.

### LSBTI*- und gleichstellungskritische Positionen
Im Bürgerschaftswahlkampf 2020 positionierte sich Walczak als entschiedener Gegner des Equal Pay Day, den er als „krampfhaften Versuch“ ablehnte, „eine künstliche Ergebnisgleichheit herzustellen“. Die unterschiedliche Bezahlung von Frauen und Männern basiere laut Walczak auf einem „Mythos“, da „sämtliche Unterschiede bei der Bezahlung von Männern und Frauen“ mit den „freiwilligen sozioökonomischen Entscheidungen von Männern und Frauen“ statistisch erklärt werden könnten. „Staatlich verordnete Gesinnungstage“ lehnte Walczak grundsätzlich ab.
Wenige Monate nach seinem Einzug in die Hamburgische Bürgerschaft kritisierte Walczak einen interfraktionellen Antrag von SPD, Grünen und Linken für eine Aufnahme des Schutzes der sexuellen Identität vor Diskriminierung ins Grundgesetz. Walczak erklärte, mit dem Begriff „sexuelle Identität“ würde auch eine grundgesetzliche Anerkennung von Zoophilie oder Pädophilie drohen. Anschließend unterstellte er den Grünen unter Hinweis auf die rund 40 Jahre zurückliegende Haltung einzelner Grünen-Politiker zur Pädophilie, dass der Verdacht bestehe, dass sie mit dem Antrag „weiterhin auf eine Dekriminalisierung der Pädophilie hinarbeiten“. Die Zweite Bürgermeisterin und Wissenschaftssenatorin Katharina Fegebank (Grüne) warf Walczak im Anschluss „Diskriminierung im großen Stil“ vor. Sie finde es unerträglich, „wie Sie Menschen ihr Geschlecht, ihre Identität absprechen“. Auf Antrag der Grünen trat zudem der Ältestenrat zusammen, um Walczaks Verhalten zu erörtern.
Die deutsche Queer-Gemeinde kritisierte Walczak im April 2021, weil dieser auf dem AfD-Bundesparteitag in Dresden für ein Verbot von geschlechtsanpassenden Maßnahmen bei trans Kindern und Jugendlichen warb.

### Diffamierung von Repräsentanten der parlamentarischen Demokratie
Walczaks Politikstil ist geprägt durch radikale Positionen und rhetorische Provokationen. Während der Covid-19-Pandemie warf Walczak der Bundesregierung und Bundeskanzlerin Angela Merkel wiederholt totalitäre Tendenzen vor. So behauptete er, die Corona-Gefahren würden von einer „konzentrierten Macht von Regierungen, Parteien und Medien“ nur dazu genutzt, um die Politik mit Maßnahmen wie dem Lockdown in eine „üble autoritäre Richtung“ zu lenken. In einem Twitter-Beitrag vom 2. Februar 2021 warf Walczak Bundeskanzlerin Angela Merkel vor, eine „Corona-Impfapartheid“ vorzubereiten und bezichtigte sie einer „zutiefst grundgesetzfeindlichen Gesinnung“. Über die Präsidentin der Hamburgischen Bürgerschaft Carola Veit (SPD) sagte Walczak, sie zeige „autoritäre, undemokratische Züge“, weil es keinen Vizepräsidenten-Posten für die AfD gab. In diesem Zusammenhang unterstellte Walczak der Bürgerschaftspräsidentin, von dieser ob seiner polnischen Wurzeln als „geringerer Mensch“ angesehen zu werden. Zudem würde die Geschäftsordnung mit der Nichtberücksichtigung „vergewaltigt“.
Noch heftiger kritisierte Walczak die Vizepräsidentin des Deutschen Bundestages Claudia Roth, die er als „Rechtsbrecherin“ bezeichnete, die „mit Schimpf und Schande abgesetzt“ gehöre.

### Einstellungen zu Rechtsstaatlichkeit und Unabhängigkeit der Justiz
Das Bundesamt für Verfassungsschutz kritisiert in seinem Gutachten zur AfD aus dem Jahr 2019 ein vom damaligen Bundesvorsitzenden der Jungen Alternative Markus Frohnmaier gemeinsam mit seinem damaligen Stellvertreter Krzysztof Walczak veröffentlichtes Positionspapier, in welchem die Unabhängigkeit des Bundesverfassungsgerichts und die Rechtmäßigkeit seiner Entscheidungen angezweifelt werden. So fordern Frohnmaier und Walczak in dem 2016 veröffentlichten Positionspapier die Höchstfreiheitsstrafe von derzeit 15 Jahren auf 25 Jahre zu erhöhen. Lebenslange Freiheitsstrafen müssten auch wirklich lebenslang abgesessen werden. Für Heranwachsende zwischen 18 und 21 Jahren müsse die Anwendung des Erwachsenenstrafrechts absolutes Muss werden und minderjähriger Straftäter dürften „nicht nur Sozialstunden schieben“, sondern müssten „bereits beim ersten Vergehen als Warnschuss in Arrest gesteckt werden“. Eltern solle das Sorgerecht für minderjährige Straftäter entzogen werden, wenn sie der kriminellen Karriere „nicht Einhalt gebieten“ könnten. Im Bereich der Ausländerkriminalität solle das Strafrecht massiv verschärft werden. Demnach seien Straftäter schon bei der ersten Straftat unverzüglich nach Verbüßung einer etwaigen Gefängnisstrafe abzuschieben, und zwar unabhängig vom Alter. „Sollten aufgrund der politisch beeinflussten und linksideologisch gefärbten Rechtsprechung des Bundesverfassungsgerichts Verfassungsänderungen notwendig sein, müssen diese vorgenommen werden. Alternativ ist das Bundesverfassungsgericht mit Richtern zu besetzen, die beim Lesen der Verfassung nicht irgendwelche ‚Rechte‘ in den Text halluzinieren, von denen 1949 im Parlamentarischen Rat gar nicht die Rede war.“
Durch diese Aussage werden, so das Bundesamt für Verfassungsschutz, nicht nur die Entscheidungen des höchsten deutschen Gerichts in Frage gestellt, sondern es wird gefordert, das Gericht mit Richtern zu besetzen, die die in Bezug auf die Auslegung des Grundgesetzes offenbar sehr restriktive Rechtsauffassung des JA-Vorsitzenden vertreten. Damit wird die für das Rechtsstaatsprinzip unabdingbare Unabhängigkeit der Gerichte in Frage gestellt.

### Kontroverse um Walczaks Wirken als Berufspolitiker
Mehrfach wurde Walczak in der AfD dafür kritisiert, dass er ohne abgeschlossenes Hochschulstudium und insbesondere ohne jegliche Berufserfahrung hochdotierte Mandate oder Funktionen in der Partei anstrebte. Hintergrund dieser Kontroversen war, dass die AfD sich in scharfem Kontrast zu den traditionellen Parteien dezidiert gegen „die sich fortsetzende Tendenz zum Berufspolitikertum“ ausgesprochen hatte. So zweifelte der Delegierte Denis Joschko auf der Europawahlversammlung der AfD im November 2018 Walczaks Eignung für ein Mandat im EU-Parlament mit dem Argument an, dass dieser doch erstmal Berufserfahrung sammeln solle, bevor er sich für das EU-Parlament aufstellen lasse.
Walczak gab in seiner Bewerbungsrede an, zwar noch keinen Studienabschluss zu besitzen, aber für einen Bundestagsabgeordneten zu arbeiten und berufliche Erfahrung in diversen Nebentätigkeiten gesammelt zu haben. Dies nahm der AfD-Kandidat für die EU-Wahl und der Fraktionsvorsitzende im baden-württembergischen Kreistag Enz-Kreis Christoph Wichardt zum Anlass, Walczaks Kandidatur in seiner Bewerbungsrede scharf anzugreifen: „Wir werfen den anderen Parteien immer vor: Kreißsaal, Hörsaal, Plenarsaal. Wenn wir diesen Kandidaten aufstellen, machen wir uns lächerlich und unglaubwürdig. Wir verraten unsere eigenen Ideale und ich weiß nicht, wie es so weit kommen konnte.“
Die AfD hatte sich bereits in ihrer Gründungszeit in ihre Bundessatzung geschrieben, dass Parteimitglieder vor einer Kandidatur für ein Mandat mindestens fünf Jahre in einem Beruf tätig gewesen sein sollen. Bezahlte Tätigkeiten in der Politik oder einer Partei gelten nach dieser Satzung ausdrücklich nicht als anrechenbare Berufserfahrung.
Für zusätzliche Irritationen auf der EU-Wahlversammlung hatte Walczak gesorgt, indem er sich in seiner Bewerbungsrede als Jurist bezeichnete, obwohl er zu diesem Zeitpunkt noch nicht einmal einen Baccalaureus of Law vorzuweisen hatte. Walczak verfügt bis heute weder über ein abgeschlossenes Erstes noch ein Zweites Juristisches Staatsexamen; Walczak ist weder Diplom- noch Volljurist und hat keine Zulassung als Rechtsanwalt. In der anschließenden Stichwahl um den aussichtsreichen Listenplatz 13 zur EU-Wahl unterlag Walczak der promovierten Volljuristin und Rechtsanwältin Verena Wester aus Nordrhein-Westfalen mit 126 zu 240 Stimmen.
Ungeachtet der innerparteilichen Kritik, die sich Walczak aufgrund seiner mangelnden Berufserfahrung in der Partei gegenübersah, setzte er seit 2017 konsequent seine Karriere als Berufspolitiker mit mehreren zeitgleichen Anstellungen in mehreren Parlamenten fort. Hierzu verhalfen ihm enge Kontakte zu den damaligen JA-Vorsitzenden Markus Frohnmaier und Sven Tritschler, die Walczak zu gut dotierten Anstellungen verhalfen – bei Frohnmaier als dessen wissenschaftlicher Mitarbeiter im Deutschen Bundestag sowie bei Tritschler als dessen Fachreferent im Landtag NRW.
Obwohl Walczak als Berufspolitiker gemäß Bundessatzung der AfD kein politisches Mandat für die AfD hätte anstreben dürfen, trat er Ende 2019 erneut bei einer Aufstellungsversammlung der Hamburger AfD zur Wahl der 22. Hamburgischen Bürgerschaft an. Hierzu konnte er als enger Vertrauensmann des hoch umstrittenen und wegen Betrugs verurteilten Geschäftsführers der Hamburger AfD-Fraktion Thorsten Prenzler auf ein entsprechendes Unterstützernetzwerk zählen.
In seiner Bewerbungsrede versprach Walczak den Parteitagsteilnehmern, seine Tätigkeit als Referent für den Bundestagsabgeordneten Markus Frohnmaier aufzugeben, falls er in die Bürgerschaft gewählt würde, um sich dann voll auf sein Mandat konzentrieren zu können. Dieses Versprechen löste Walczak nach seiner Wahl in die Bürgerschaft vom 23. Februar 2020 jedoch nicht ein, wie aus den Angaben zu den Verhaltensregeln gemäß § 26 Abs. 1 des Hamburgischen Abgeordnetengesetzes hervorgeht. Auch seine Anstellung bei dem Landtagsabgeordneten Sven Tritschler behielt Walczak nach der Wahl in die Bürgerschaft. Obwohl Walczak als Parlamentarischer Geschäftsführer der AfD-Bürgerschaftsfraktion ab 2020 ein herausgehobenes und zeitfüllendes Mandat wahrnahm und nach Auskunft der Hamburger Bürgerschaftskanzlei in zwölf Ausschüssen der Bürgerschaft sitzt, ist er somit in insgesamt drei Parlamenten gleichzeitig tätig.
Kritiker attestieren Walczak, er verkörpere in prototypischer Weise die Rolle des reinen, ausschließlich von der Politik lebenden Berufspolitikers ohne Berufserfahrung, die im Widerspruch zur Satzung und zum Grundsatzprogramm seiner eigenen Partei steht.

### Mediale Einordnung als rhetorischer Scharfmacher
Die wiederholten rhetorischen Provokationen Walczaks brachten ihm die Kritik politischer Medienberichterstatter ein. So porträtierte die BILD-Zeitung Walczak in einem Artikel als „neuen Scharfmacher“, dessen „neuer offensiver Rechtspopulismus“ in der Bürgerschaft „auf Abscheu“ treffe: „Seit Walczak in die Bürgerschaft gewählt wurde, weht ein Sturm populistischer Übertreibung durch das Parlament. Hamburgs AfD, sonst eher behäbig volkstümelnd, hat plötzlich einen echten Scharfmacher! […] Pöbeln, giften, runtermachen. Das ist Walczaks Welt. Und er weiß genau, was er tut: Abi mit 1,0, Bucerius Law School, hochintelligent.“
Auch das Hamburger Abendblatt befasste sich in einem längeren Artikel kritisch mit dem Jungpolitiker Walczak. Darin wird Walczak „maßgeblich“ für „die Verschärfung des Tons“ innerhalb der AfD-Fraktion und indirekt für den Rücktritt des ehemaligen moderaten AfD-Bürgerschaftsabgeordneten Detlef Ehlebracht verantwortlich gemacht. Das Abendblatt problematisiert auch Walczaks Arbeit als wissenschaftlicher Mitarbeiter für den früheren Bundesvorsitzenden der Jungen Alternative Markus Frohnmaier, über den es in einem Gutachten des Bundesamtes für Verfassungsschutz heißt, dieser legitimiere „Angriffe auf das staatliche Gewaltmonopol“ und habe „Verbindungen zu rechtsextremistischen Verlagen/Publizisten“ sowie zur „islamfeindlichen German Defence League“.

### Beleidigung von Joe Kaeser
In einer vielfach kritisierten Parteitagsrede beschimpfte Walczak den für sein Engagement gegen Rechtsextremismus vom Jüdischen Museum Berlin mit dem Preis für Verständigung und Toleranz ausgezeichneten Siemens-Chef Joe Kaeser als „Gesinnungsterroristen“ und als „Schande für Deutschland“.